# Кузнецов, Михаил Павлович (шахматный композитор)
Михаил Павлович Кузнецов (12 октября 1941, Любим — 27 ноября 2007, Ярославль) — российский, ранее советский, шахматный композитор; мастер спорта СССР по шахматной композиции (1982).
С 1965 опубликовал свыше 200 двух-, трёх- и многоходовых задач. На конкурсах удостоен 175 отличий, в том числе 60 призов (26 — первых). Финалист 10—16-го личных чемпионатов СССР (1971—1985): дважды занимал 4-е место (13-й чемпионат, 1981, по трёхходовкам; 14-й, 1983, по многоходовкам) и трижды — 6-е место. Любимые жанры — трёх и многоходовка стратегического стиля.